# Seán O'Malley
Pour les articles homonymes, voir O'Malley.
Seán Patrick O'Malley, né le 29 juin 1944 à Lakewood dans l'Ohio, est un cardinal américain, capucin et archevêque de Boston de 2003 à 2024.

## Biographie
Seán Patrick O'Malley est né sous le nom de Patrick O'Malley le 29 juin 1944 à Lakewood, Ohio , fils de Theodore et Mary Louise (née Reidy) O'Malley. Les deux parents étaient d'origine irlandaise. O'Malley, sa sœur et son frère aîné ont grandi dans la banlieue sud de Pittsburgh et à Reading, en Pennsylvanie . À 12 ans, il entre au St. Fidelis High School Seminary à Herman, en Pennsylvanie, un internat pour les étudiants qui envisagent de rejoindre l'ordre franciscain. Là-bas, en plus d'étudier les matières normales du cursus secondaire, il a également étudié l'espagnol, le portugais, le grec, l'allemand et l'hébreu, tout en étant également actif au théâtre .
Après avoir obtenu son diplôme de St. Fidelis, il a fréquenté le "Capuchin College" (collège capucin) et l'Université catholique d'Amérique, tous deux à Washington.
Le 14 juillet 1965, à 21 ans, O'Malley a prononcé ses vœux dans l'Ordre des Frères mineurs capucins et a pris le nom Seán en l'honneur de Jean l'Apôtre . Après avoir été ordonné diacre, O'Malley a passé une brève période à l'île de Pâques, au Chili.

### Prêtre
Seán O'Malley fait sa profession en 1965 dans l'ordre des frères mineurs capucins. Il est ordonné prêtre en 1970, avant d'être envoyé auprès de communautés hispanophones dès 1973.

### Évêque
Nommé évêque coadjuteur du diocèse de Saint-Thomas, qui comprend en particulier les îles Vierges le 30 mai 1984, il est consacré le 2 août suivant et devient effectivement évêque de ce diocèse le 16 octobre 1985. Il s'y engage auprès des sans-abri et des malades du SIDA.
Le 16 juin 1992, il est nommé évêque du diocèse de Fall River dans le Massachusetts, pour gérer les conséquences de l'affaire James Porter, prêtre accusé d'abus sexuels sur des mineurs. Il mène dans ce diocèse une politique de tolérance zéro vis-à-vis de ces délits.
Le 3 septembre 2002, il est nommé évêque de Palm Beach en Floride, où ses deux prédécesseurs immédiats avaient donné leur démission après avoir été impliqués dans des affaires d'abus sexuels.
Le 1er juillet 2003, il est transféré à Boston où il remplace le cardinal Bernard Law, démissionnaire face à l'immense scandale soulevé par la gestion désastreuse de nombreux cas d'abus sexuels sur des mineurs. Seán O'Malley négocie un accord de dédommagement de 90 millions de dollars pour plus de 500 victimes. Pour cela, il vend l'archevêché et ferme 65 des 357 paroisses de son diocèse.
Sa démission du siège épiscopal est acceptée par le pape François le 5 août 2024, et il est remplacé par Richard Henning (en).

### Cardinal
Il est créé cardinal par le pape Benoît XVI lors du consistoire du 24 mars 2006 avec le titre de cardinal-prêtre de Santa Maria della Vittoria.
Dans son diocèse de Boston, il poursuit sa politique de résolution de la crise des abus sexuels en mettant en place des politiques appropriées. Le journaliste spécialiste des questions de religion John Allen le considère comme la personnalité de l'ensemble de la hiérarchie catholique ayant eu l'action la plus efficace dans ce domaine. Le cardinal O'Malley fait publier en 2011 une liste des membres du clergé diocésain qui ont été reconnus coupables d'abus sexuels, ou qui ont fait l'objet d'accusations. Il publie également une seconde liste, pour ceux qui ont été lavés d'une telle accusation. Plusieurs observateurs saluent aussi bien la publication de cette liste que les modalités choisies, et la lettre d'accompagnement, relevant la délicatesse des choix qui ont été faits et le désir de les faire comprendre au public,.
En 2012, il intervient dans les Rencontres mondiales de la famille.
Il participe au conclave de 2013 qui élit le pape François. Le 13 avril 2013, le nouveau pape constitue un groupe de neuf prélats issus de tous les continents, chargés de l'épauler dans la réforme de la Curie romaine et la révision de la constitution apostolique Pastor Bonus. Pour l'Amérique du Nord, c'est le cardinal O'Malley qui est choisi.

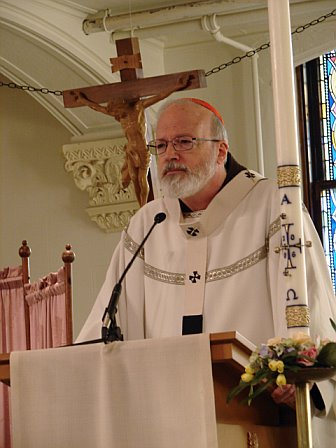

Le 22 mars 2014, il est nommé membre de la nouvelle commission pontificale pour la protection des mineurs, composée de huit personnes, avec pour mission principale de rédiger les statuts de la commission.
Le samedi 14 janvier 2017, le pape François le nomme membre de Dicastère pour la Doctrine de la foi.
Il atteint l'âge de 80 ans le 29 juin 2024, l'empêchant de prendre part au prochain conclave.

## Prises de position

### Sur l'avortement
Participant chaque année à des marches organisées par des mouvements pro-vie, O'Malley considère que l'avortement est, sur le plan moral, la question la plus importante en matière de choix politiques. Il se félicite en 2007 que la conférence des évêques ait clairement mis l'accent sur le rejet de l'avortement dans son document soulignant les éléments à prendre en compte lors des élections. Il déclare en outre que le soutien de catholiques au Parti démocrate « frise le scandale », dans la mesure où ce parti a toujours été hostile aux positions anti-avortement. Il enjoint aux catholiques votant pour ce parti de montrer clairement leur désaccord pour faire changer les choses 
.
Néanmoins, le cardinal archevêque de Boston insiste sur la nécessité d'apaiser le débat sur l'avortement, et se déclare convaincu que pour pouvoir changer la loi, il faut d'abord changer les cœurs, ce qui exclut de se montrer sermonneur, vindicatif ou hargneux. Il se démarque de certains évêques qui veulent priver de communion des politiciens favorables à l'avortement ; il choisit aussi malgré les critiques de présider aux funérailles du sénateur Ted Kennedy.

### Autres sujets
Le cardinal O'Malley s'est opposé, avec plusieurs évêques américains, à l'introduction du Contraceptive mandate (en) par lequel le gouvernement fédéral américain entend imposer aux employeurs d'inclure la contraception dans les contrats d'assurance maladie proposés aux employés. Tout en saluant l'extension du nombre de personnes couvertes par des contrats d'assurance, et en appelant même à aller au-delà, notamment pour que les migrants soient protégés, le cardinal dénonce l'obligation de financement des contraceptifs comme une violation de la liberté religieuse.
Seán O'Malley est également intervenu publiquement pour s'opposer à l'ouverture du mariage aux couples de même sexe ; il a aussi participé à des meetings pour défendre les droits des immigrés.
Début avril 2014, il effectue une marche dans le désert avec huit autres prélats américains, le long de la frontière séparant les États-Unis avec le Mexique, afin de dénoncer la politique actuelle du gouvernement américain sur le dossier de l'immigration.